# Distretto di Acobambilla
Il distretto di Acobambilla è uno dei diciannove distretti della provincia di Huancavelica, in Perù. Si trova nella regione di Huancavelica.